# Tempi nostri - Zibaldone n. 2
Tempi nostri - Zibaldone n. 2 è un film a episodi del 1954 diretto da Alessandro Blasetti. È il seguito di Altri tempi - Zibaldone n. 1.

## Trama

### Il bacio
Due innamorati si danno appuntamento al parco di notte; l'idillio del primo momento è intenso, ma mentre il bacio si prolunga altri pensieri invadono la mente dei due.

### Gli innamorati
Due fidanzati, Carlo e Luisa, litigano: lui accusa lei di essere troppo materialista e di amare in lui solo i suoi beni, dall'altro canto lei lo accusa di non amarla negandole molto di ciò che chiede; alla richiesta di Luisa di dare prova del suo amore buttandosi sotto un treno, Carlo acconsente. Impaurita, lei lo ferma ristabilendo la serenità.

### Scusi ma...
Una signora sposata porta ogni giorno l'amante in casa e si scambia effusioni di fronte al marito, che acconsente la relazione dei due poiché il giovane è un bravo ragazzo.

### Mara
Vasco e Mara fanno conoscenza in trattoria, vanno insieme al cinema e, trascorsa intimamente la serata, si innamorano. Lei gli confida che, essendo a corto di denaro, intende provare a lavorare dalla mattina seguente in una casa di tolleranza, ma lui la convince a desistere da tale proposito, per iniziare a convivere con lui, che ha un impiego come insegnante, anche se la loro situazione economica potrà essere difficile.

### Il pupo
Due giovani sposi delle borgate romane si trovano in difficoltà economiche. Lei vorrebbe lavorare, ma deve accudire il bambino che ha partorito da poco. I due stabiliscono allora, a malincuore, di abbandonare il neonato in una chiesa, ma la madre non sa decidersi sul luogo adatto. Infine anche il padre ci ripensa e i due si tengono il figlio.

### Scena all'aperto
Un uomo e una donna non più giovani, nobili decaduti, si reincontrano per caso dopo molti anni, in quanto recitano come comparse cinematografiche su una carrozza in movimento. Durante la scena devono parlare, non uditi, di un tema a loro piacimento. La scena va ripetuta più volte, così nasce l'occasione per confidarsi delle cose che non si erano detti tanti anni addietro. Decidono infine di sposarsi e fuggono via dal set a bordo della carrozza.

### Casa d'altri
L'episodio è tratto dall'omonimo racconto di Silvio D'Arzo (pseudonimo di Ezio Comparoni)
L'anziano prete di un paesino di montagna si accorge che la vecchia Zelinda è da qualche tempo triste e pensierosa. Dopo molte insistenze, riesce a farsi confidare quel che la poveretta ha nell'animo: vorrebbe porre fine anzitempo alla sua faticosa e monotona vita. Mentre il sacerdote cerca animatamente di distoglierla da questo proposito, scivola in un dirupo, ma Zelinda lo salva tirandolo su.

### Don Corradino
Don Corradino, un conducente di mezzi pubblici, ama far la corte a molte donne, il che gli causa delle inadempienze sul lavoro che non gli vengono perdonate dal suo superiore Amedeo. Durante una corsa in autobus, la sua giovane amica Nannì gli spiega di essere insoddisfatta del fidanzato Michele e gli fa capire di essere attratta da lui. Nell'episodio fa il suo esordio cinematografico, anche se non ha battute, una giovanissima Luciana Paluzzi.

### La macchina fotografica
Una ragazza viene lasciata dagli amici in un locale, dov'è allestito un gioco con in palio una macchina fotografica. Un avventore la aiuta a vincere l'ambito premio, quindi si allontana con lei dal locale senza pagare e le chiede di mettersi in posa per provare la macchina fotografica, finché le confessa di starle facendo la corte. Provano così, senza successo, a scattare una fotografia insieme, con l'aiuto dell'autoscatto di cui la macchina è munita. Dopo vari tentativi, decidono di farsi scattare la foto da uno sconosciuto che passa di lì per caso, il quale, dopo aver distratto i due facendoli mettere in posa, scappa via con la macchina fotografica.

## Versioni del film
Esistono due versioni del film: quella originale della durata di 131 minuti (che contiene anche i tre episodi scherzosi Il bacio, Gli innamorati e Scusi, ma...) e quella ridotta di 92 minuti.